# Стефани Мерит
Стефани Мерит (на английски: Stephanie Merritt) е английска журналистка, критичка и писателка, авторка на бестселъри в жанровете исторически трилър и любовен роман. Пише и под псевдонима С. Дж. Парис (на английски: S. J. Parris).

## Биография и творчество
Стефани Мерит е родена през 1974 г. в Съри, Англия, в семейството на Джим и Рита Мерит. Завършва кралския колеж в Кеймбридж с диплома по английски език през 1996 г. Като студент чете много книги за Англия при Тюдорите и ренесансова Европа.
След дипломирането си работи като критик и автор на статии за различни вестници и списания, сред които „Таймс“, „Дейли Телеграф“, „Ню Стейтсмън“ и „Гардиън“, както и в радиото и телевизията. От 1998 г. до 2006 г. е заместник литературен редактор и журналист в „Обзървър“.
Първият ѝ любовен роман „Gaveston“ е издаден през 2002 г. Романът печели наградата „Бети Траск“ на Асоциацията на писателите.
След раждането на сина си през 2002 г. изпада в следродилна депресия, от която дълго време не може да се оправи. Мемоарите ѝ за този период са публикувани в документалната ѝ книга „The Devil Within“ от 2008 г.
През 2007 и 2008 г. е куратор на програмата „Разговори и дискусии по проблемите в съвременното изкуство и политика“ в Театър „Сохо“ в Лондон.
Интересът ѝ към историята води до написването на поредица от романи с участието на Джордано Бруно. Първият ѝ исторически трилър „Ерес“ от поредицата „Джордано Бруно“ е публикуван през 2010 г.
Стефани Мерит живее със сина си в Съри, Южна Англия.

## Произведения

### Като Стефани Мерит

#### Самостоятелни романи
- Gaveston (2002)
- Real (2005)

#### Документалистика
- The Devil Within (2008) – мемоари

### Като С. Дж. Парис

#### Серия „Джордано Бруно“ (Giordano Bruno)
1. Heresy (2010)
Ерес,:„Ентусиаст“, София (2010), прев. Катя Перчинкова
2. Prophecy (2011)
3. Sacrilege (2012)
4. Treachery (2014)

- The Secret Dead (2014)